# فیفا ۱۳
فیفا ۱۳ (در ایالات متحده آمریکا مشهور به فوتبال فیفا ۱۳) بیستمین شماره از مجموعه بازی‌هایی است که شرکت الکترونیک آرتز تحت عنوان سری بازی‌های ویدئویی فیفا در سپتامبر سال ۲۰۱۲ منتشرکرد. فیفا ۱۳برای پلتفرم‌های ویندوز، ایکس‌باکس ۳۶۰، پلی‌استیشن ۳، پلی‌استیشن ۲، پلی‌استیشن همراه، iOS، نینتندو دی‌اس، وی، سونی اریکسون ایکس‌پریا پلی، پلی‌استیشن ویتا منتشر شده‌است. نسخه‌های پلی‌استیشن ۳ و ایکس‌باکس ۳۶۰ آن نیز از کینکت و Move پشتیبانی شده‌است.

## لیگ‌ها
لیگ‌های FIFA13 توسط الکتروتیک آرتز تاًیید شده‌اند. الکترونیک آرتز این نسخه از بازی را"بهترین و درست‌ترین بازی [رایانه ای] جهان(وحتی روی سیاره!) میداند که شامل 32 لیگ برتر جهان است."در این نسخه تمام لیگ‌های فیفا ۱۲ وجود دارد و نیز لیگ برتر عربستان برای اولین بار در تاریخ این سری به بازی اضافه شده‌است.
لیگ‌های این سری به شرح زیراند:
| - استرالیا / نیوزیلند - ای-لیگ - اتریش - بوندس‌لیگا اتریش - بلژیک - لیگ برتر فوتبال بلژیک - برزیل - Liga do Brasil (unlicensed version of the لیگ برتر فوتبال برزیل) - دانمارک - سوپر لیگ فوتبال دانمارک - انگلستان / ولز - لیگ برتر انگلستان - چمپیونشیپ - لیگ یک فوتبال انگلستان - لیگ دو فوتبال انگلستان - فرانسه / موناکو - لیگ ۱ - لیگ ۲ - آلمان - بوندس‌لیگا - بوندس‌لیگا ۲ - ایتالیا - سری آ - سری بی - کره جنوبی - کی‌لیگ - مکزیک - لیگ فوتبال مکزیک - هلند - لیگ برتر فوتبال هلند - نروژ - لیگ برتر فوتبال نروژ - لهستان - لیگ برتر فوتبال لهستان - پرتغال - لیگ برتر فوتبال پرتغال - جمهوری ایرلند - لیگ ایرلند - روسیه - لیگ برتر فوتبال روسیه - عربستان سعودی - لیگ حرفه‌ای فوتبال عربستان - اسکاتلند - لیگ برتر فوتبال اسکاتلند - اسپانیا - لا لیگا - لیگا ادلانته - سوئد - لیگ برتر فوتبال سوئد - سوئیس - سوپر لیگ فوتبال سوئیس - ایالات متحده آمریکا / کانادا - لیگ برتر فوتبال آمریکا |

## تیمهای ملی
در وبسایت EA نام 46 تیم ملی که در FIFA13 وجود دارند تاًیید شده‌است. جمهوری چک و پاراگوئه بازگشته‌اند. هند،بولیوی و ونزوئلا پس از یازده سال وقفه از آخرین حضورشان در نسخه‌های فیفا(در FIFA FOOTBALL 2002) بار دیگر به سری اصلی بازی بازگشته‌اند. کرواسی از فهرست تیمهای ملی حذف شده‌است. اسامی 46تیم ملی تاًیید شده به شرح زیر است:
| - آرژانتین - استرالیا - اتریش - بلژیک - بولیوی - برزیل - بلغارستان - کامرون - شیلی - کلمبیا - ساحل عاج - چک - دانمارک - اکوادور - مصر - انگلستان | - فنلاند - فرانسه - آلمان - یونان - مجارستان - Korea Republic - هند - جمهوری ایرلند - ایتالیا - مکزیک - هلند - نیوزیلند - ایرلند شمالی - نروژ - پاراگوئه | - پرو - لهستان - پرتغال - رومانی - روسیه - اسکاتلند - اسلوونی - آفریقای جنوبی - اسپانیا - سوئد - سوئیس - ترکیه - ایالات متحده آمریکا - اروگوئه - ونزوئلا |

## مسابقات بین‌المللی
در FIFA13 مسابقات بین‌المللی اضافه شده‌است،بنابراین هر کدام از آن‌ها مسابقات انتخابی خود را خواهند داشت(زمانی که اجرا می‌شوند).مسابقات و تورنمنت‌های فیفا 13 :
1-جام جهانی فوتبال/ 2-جام کنفدراسیون ها/ 3-جام ملتهای اروپا

## حالت حرفه‌ای
حالت حرفه‌ای امسال به روز شده‌است، با بازیکنانی که قادر خواهند بود یک تیم ملی را همانند یک کلاب(تیم باشگاهی) مدیریت کنند.گزینه‌ها در ترانسفر(انتقال)بازیکنان شامل دادن پیشنهاد پول به بازیکن وcounter-offers(که توضیح انگلیسی آن،offer made in response to a previous offer می‌باشد.) است.

## تیم نهایی
امسال تیم نهایی در حالت حرفه‌ای وارد شده‌است.

## استادیوم‌ها
69 استادیوم در FIFA13 وجود دارند. در FIFA13 استادیوم‌های واقعی جدیدی وجود دارند که عبارتند از ورزشگاه وایت هارت لین تیم تاتنهام هاتسپور و ورزشگاه معروف کشور عربستان استادیوم بین‌المللی شاه فهد((به انگلیسی: King Fahd International Stadium).
ورزشگاه نیوکمپ (به اسپانیایی: Camp Nou) ورزشگاه تیم بارسلونا در بازی دیده نخواهد شد، زیرا مؤسسه الکترونیک آرتز، نتوانست اجازه و موافقت باشگاه را کسب کند. استادیوم‌های FIFA13 به ترتیب زیرهستند:

### استادیوم‌های واقعی
| Country       | Stadium                    | Club                          |
| ------------- | -------------------------- | ----------------------------- |
| کانادا        | BC Place                   | باشگاه فوتبال ونکوور وایتکپس  |
| انگلستان      | آنفیلد                     | باشگاه فوتبال لیورپول         |
| انگلستان      | ورزشگاه امارات             | باشگاه فوتبال آرسنال          |
| انگلستان      | ورزشگاه شهر منچستر         | باشگاه فوتبال منچستر سیتی     |
| انگلستان      | الدترافورد                 | باشگاه فوتبال منچستر یونایتد  |
| انگلستان      | ورزشگاه سنت جیمز پارک      | باشگاه فوتبال نیوکاسل یونایتد |
| انگلستان      | ورزشگاه استمفورد بریج      | باشگاه فوتبال چلسی            |
| انگلستان      | ورزشگاه ومبلی              | تیم ملی فوتبال انگلستان       |
| انگلستان      | ورزشگاه وایت هارت لن       | باشگاه فوتبال تاتنهام هاتسپر  |
| فرانسه        | ورزشگاه پارک دو پرنس       | باشگاه فوتبال پاریس سن ژرمن   |
| فرانسه        | ورزشگاه ژرلان              | لیون                          |
| فرانسه        | ورزشگاه ولودروم            | المپیک مارسی                  |
| آلمان         | ورزشگاه آلیانتس آرنا       | بایرن مونیخ                   |
| آلمان         | ورزشگاه ای‌ام‌تچ آرنا        | هامبورگ                       |
| آلمان         | ورزشگاه المپیک برلین       | هرتابرلین                     |
| آلمان         | ورزشگاه سیگنال ایدونا پارک | بروسیا دورتموند               |
| آلمان         | ورزشگاه فلتینس آرنا        | شالکه ۰۴                      |
| ایتالیا       | ورزشگاه یوونتوس            | یوونتوس                       |
| ایتالیا       | ورزشگاه سن سیرو            | باشگاه فوتبال آ. ث. میلان     |
| ایتالیا       | ورزشگاه سن سیرو            | اینتر میلان                   |
| ایتالیا       | ورزشگاه المپیک رم          | لاتزیو                        |
| ایتالیا       | ورزشگاه المپیک رم          | آ. اس. رم                     |
| مکزیک         | ورزشگاه آزتیکا             | Club América                  |
| مکزیک         | ورزشگاه آزتیکا             | تیم ملی فوتبال مکزیک          |
| هلند          | ورزشگاه آمستردام آرنا      | آژاکس آمستردام                |
| هلند          | ورزشگاه آمستردام آرنا      | تیم ملی فوتبال هلند           |
| عربستان سعودی | ورزشگاه ملک فهد            | تیم ملی فوتبال عربستان سعودی  |
| اسپانیا       | ورزشگاه مستایا             | والنسیا                       |
| اسپانیا       | ورزشگاه سانتیاگو برنابئو   | رئال مادرید                   |
| اسپانیا       | ورزشگاه ویسنته کالدرون     | اتلتیکو مادرید                |

### ورزشگاه‌های کلی(دیگر)
- استادیوم آکااورا(به انگلیسی: Akaaroa Stadium)
- استادیوم آلوها پارک(به انگلیسی: Aloha Park)
- Arena D’Oro
- British Modern
- Century Park Arena
- Court Lane
- Crown Lane
- Eastpoint Arena
- El Bombastico
- El Libertador
- El Medio
- El Reducto
- Estadio Latino
- Estadio President G.Lopes
- Estadio De Las Artes
- Estadio del Pueblo
- Euro Park
- FIWC Stadium (PS3 only)
- Forest Park Stadium
- Ivy Lane
- O Dromo
- Olimpico Arena
- Pratelstvi Arena
- Stade Kokoto
- Stade Municipal
- Stadion 23. Maj
- Stadion Europa
- Stadion Hanguk
- Stadion Neder
- Stadion Olympic
- Town Park
- Union Park Stadium

## آهنگ‌ها
در بازی 69 آهنگ خواهد داشت. موسیقی رسمی FIFA13 در 6 سپتامبر 2012اعلام شد. 51آهنگ بازی در جدول زیر آمده اند:
| Track listing | Track listing                                 | Track listing                 | Track listing |
| شماره         | نام                                           | Artist                        | مدت           |
| ------------- | --------------------------------------------- | ----------------------------- | ------------- |
| ۱.            | «Get Away With It»                            | Animal Kingdom                | nil           |
| ۲.            | «Mark IV ft. Joshua Radin»                    | Ashtar Command                | nil           |
| ۳.            | «Panda»                                       | Astro                         | nil           |
| ۴.            | «If So»                                       | Atlas Genius                  | nil           |
| ۵.            | «Feud»                                        | Band of Horses                | nil           |
| ۶.            | «Weight of Living, Part 2»                    | Bastille                      | nil           |
| ۷.            | «We Are Not Good People»                      | بلوک پارتی                    | nil           |
| ۸.            | «Outta My Mind»                               | Cali                          | nil           |
| ۹.            | «Us Against The World»                        | Clement Marfo & The Frontline | nil           |
| ۱۰.           | «Follow»                                      | Crystal Fighters              | nil           |
| ۱۱.           | «Professional Griefers»                       | ددماو۵ ft. جرارد وی           | nil           |
| ۱۲.           | «Hail Bop»                                    | Django Django                 | nil           |
| ۱۳.           | «Get Out While You Can»                       | Duologue                      | nil           |
| ۱۴.           | «TeKKno Scene ft. Adam Kanyama»               | Elliphant                     | nil           |
| ۱۵.           | «Got That Fire (Oh La Ha) (feat. Pugs Atomz)» | Featurecast                   | nil           |
| ۱۶.           | «Spark»                                       | Fitz and The Tantrums         | nil           |
| ۱۷.           | «Let It Roll, Part 2»                         | فلو رایدا feat. لیل وین       | nil           |
| ۱۸.           | «See The Light»                               | Foreign Beggars & Bare Noise  | nil           |
| ۱۹.           | «Bliss Out»                                   | Hadouken!                     | nil           |
| ۲۰.           | «On Top Of The World»                         | ایمجین دراگونز                | nil           |
| ۲۱.           | «What Love»                                   | Jagwar Ma                     | nil           |
| ۲۲.           | «Club Foot»                                   | Kasabian                      | nil           |
| ۲۳.           | «You're A Animal»                             | Jonathan Boulet               | nil           |
| ۲۴.           | «Come Into My head»                           | Kimbra                        | nil           |
| ۲۵.           | «G#»                                          | Kitten                        | nil           |
| ۲۶.           | «Eure Madchen»                                | Kraftklub                     | nil           |
| ۲۷.           | «Black White & Blue»                          | Ladyhawke                     | nil           |
| ۲۸.           | «Finale»                                      | Madeon                        | nil           |
| ۲۹.           | «Searchin»                                    | متیاهو                        | nil           |
| ۳۰.           | «Speed The Collapse»                          | Metric                        | nil           |
| ۳۱.           | «Paddling Out»                                | Miike Snow                    | nil           |
| ۳۲.           | «I'll Be Alright»                             | Passion Pit                   | nil           |
| ۳۳.           | «Sweet Sipping Soda»                          | Reptar                        | nil           |
| ۳۴.           | «Shine The Light»                             | Reverend and The Makers       | nil           |
| ۳۵.           | «Fly Or Die»                                  | Rock Mafia                    | nil           |
| ۳۶.           | «Goldrushed»                                  | The Royal Concept             | nil           |
| ۳۷.           | «Wild»                                        | Royal Teeth                   | nil           |
| ۳۸.           | «Big Mouth»                                   | Santigold                     | nil           |
| ۳۹.           | «September»                                   | St. Lucia                     | nil           |
| ۴۰.           | «Jungles»                                     | Stepdad                       | nil           |
| ۴۱.           | «Champion»                                    | The Chevin                    | nil           |
| ۴۲.           | «Saturday»                                    | The Enemy                     | nil           |
| ۴۳.           | «Don’t Say Nothing»                           | The Heavy                     | nil           |
| ۴۴.           | «Ghosts»                                      | The Presets                   | nil           |
| ۴۵.           | «Sleep Alone»                                 | Two Door Cinema Club          | nil           |
| ۴۶.           | «Quesadilla»                                  | والک د مون                    | nil           |
| ۴۷.           | «Blur»                                        | Wretch 32                     | nil           |
| ۴۸.           | «We Come Running»                             | Youngblood Hawke              | nil           |
| ۴۹.           | «Rain Of Gold»                                | Young Empires                 | nil           |
| ۵۰.           | «Glory Glory Velcrose United»                 | The Velcran Blues             | nil           |
| ۵۱.           | «Past 2»                                      | Zemaria                       | nil           |

## جلد و پاکت
عکس روی جلد بازی عکس لیونل مسی است،درحالی که عکس ورزشگاه سنت جیمز پارک به عنوان زمینهٔ جلد در نظرگرفته شده‌است. در بعضی از کشورها همانند سال‌های گذشته از عکس بازیکنان دیگری استفاده خواهد شد. و بیشتر به نظر می‌رسد که در این کشورها هم از عکس مسی وبازیکنان دیگری از همین کشورها استفاده شود.بازیکنان دیگری که بر روی جلد این بازی(در کشور خودشان) دیده می‌شوند عبارتند از:
- بریتانیا : جو هارت،الکس چمبرلین
- اسپانیا : روبرتو سولدادو
- ایتالیا : کلادیو مارکیزیو
- فرانسه : کریم بنزما
- اتحادیه عرب : عبدالعزیز الدوساری، جو هارت
- استرالیا : لیونل مسی (تنها بازیکن روی جلد)
- لهستان : یاکوب بلاژیکوفسکی
- /  / آمریکای شمالی : لیونل مسی (تنها بازیکن روی جلد در منطقهٔ آمریکای شمالی)